# Theopompa servillei
Theopompa servillei (лат.) — вид богомолов рода Theopompa из семейства Gonypetidae.

## Распространение
Встречается в Южной Азии и Юго-Восточной Азии: Индия, Индонезия, Малайзия, Мьянма, Таиланд.

## Описание
Длина около 4 см. Диск метазоны кзади от коксального сустава гранулирован c двумя зернисто-коническими бугорками. Внутренние шипы передних голеней полностью чёрные. Лобный селерит у самки чёрный. Переднее крыло у самца простирается за вершину брюшка, тогда как у самки достигает только вершины; переднее крыло с широкой костальной областью, косо сужено и немного вогнуто к вершине. Заднее крыло у самки полупрозрачное, у самца гиалиновое. Передние тазики коричневатые у самца, чёрные у самки. Переднее бедро внутри с большим чёрным пятном, простирающимся от основания до середины длины, за исключением внутренних шипов; остальная часть чёрная. Пронотум длиннее своей ширины; боковые края гладкие. Из 4 наружных шипов бедра проксимальные 2 тесно сближены. Передние голени с 9 крупными шипами.

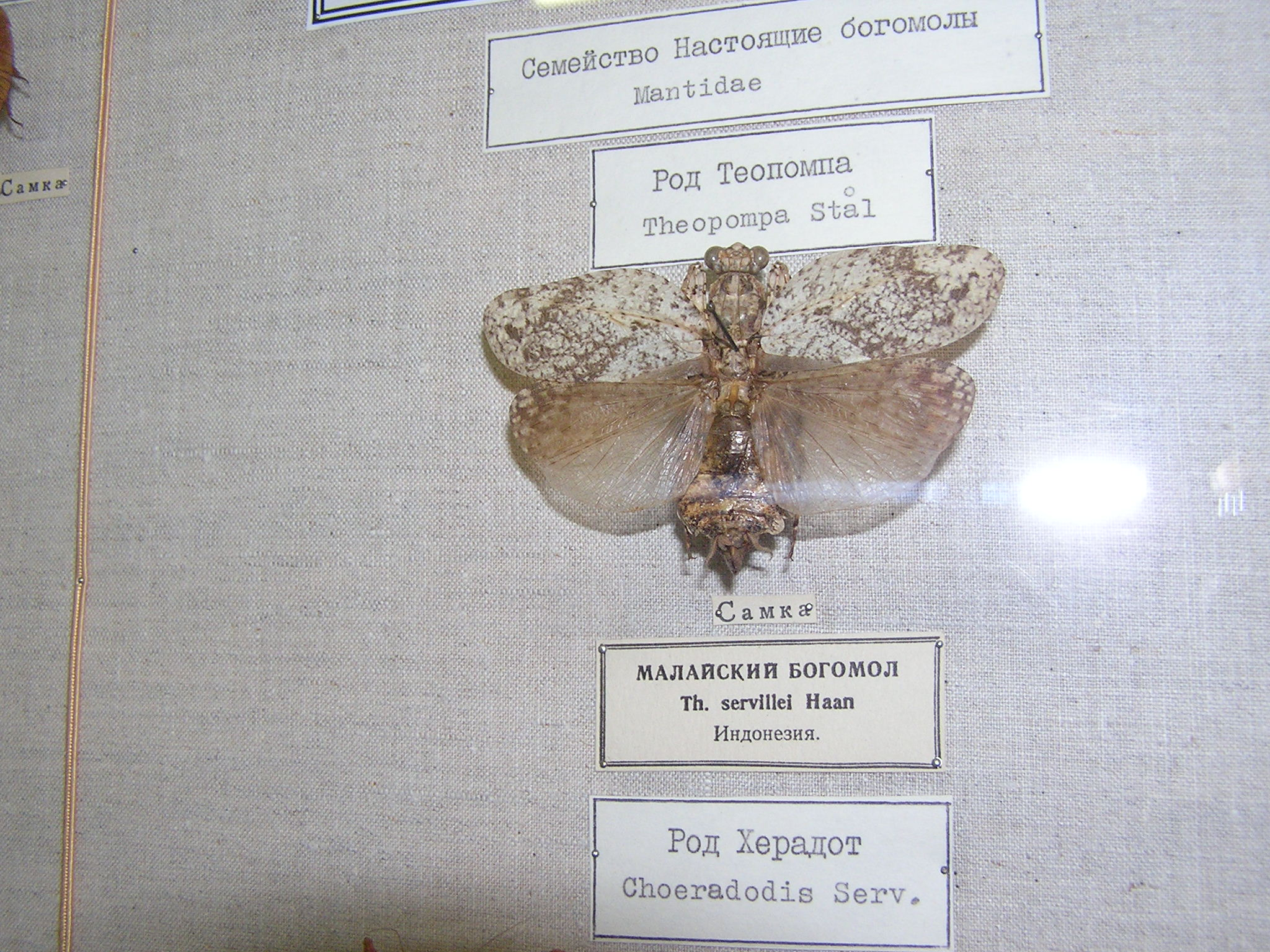